# Братовщина
Бра́товщина (рос. Братовщина, башк. Братовщина) — село у складі Калтасинського району Башкортостану, Росія. Входить до складу Старояшевської сільської ради.
Населення — 51 особа (2010; 64 у 2002).
Національний склад:
- росіяни — 55 %
- марійці — 39 %

## Видатні уродженці
- Лазарєв Дмитро Ілліч — Герой Радянського Союзу.